# Aimpoint CompM2

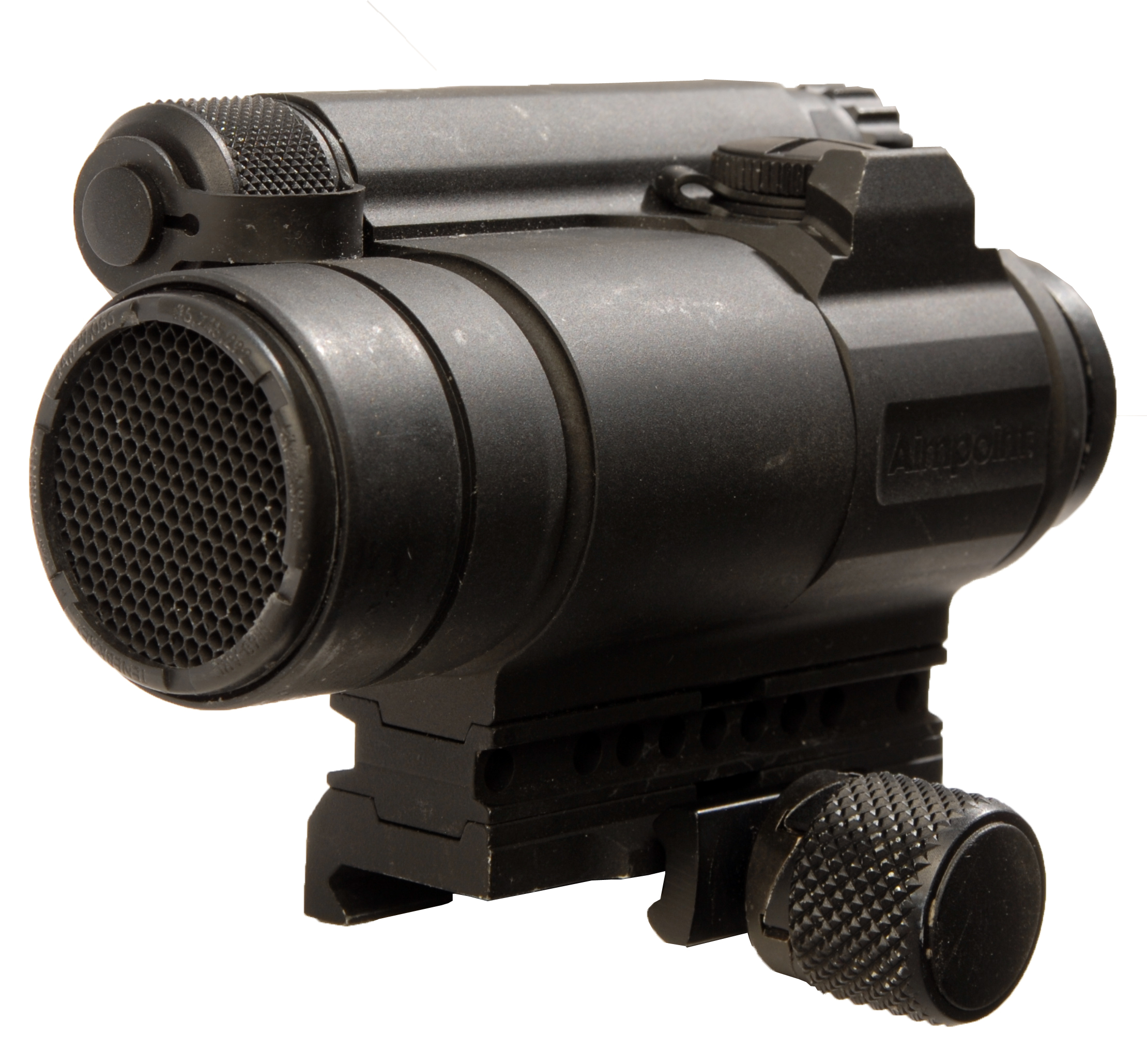
Прицел M68 CCO для штурмовой винтовки M16 и карабина M4

Aimpoint CompM2 — компактный прицел  для стрелкового оружия, разработанный и производящийся шведской компанией Aimpoint AB. Был представлен американским вооружённым силам в 2000 году и принят на вооружение под обозначением M68 CCO (M68 Close Combat Optic; NSN: 1240-01-411-1265). Вариант этого прицела ECOS-N (NSN: 1240-01-495-1385) является одной из составляющих стрелкового комплекта SOPMOD. По данным на август 2011 года на вооружении американских сухопутных сил состоят 1 млн. прицелов этого типа.

## Конструкционные особенности
Представляет собой коллиматорный прицел с прицельной меткой в виде красной точки. Корпус прицела изготавливается из авиационного алюминия, цвет матово-черный. Допускает механическую регулировку яркости прицельной метки (4 положения для тёмного времени суток и 6 для светлого). Конструкция прицела предусматривает возможность использования в тёмное время суток в сочетании с прибором ночного видения. Компания Aimpoint AB утверждает, что на дальностях до 50 м прицел не подвержен влиянию параллакса.

## Тактико-технические характеристики
Длина, мм — 130
Высота, мм — 130
Ширина, мм — 55
Вес, г — 220
Угловой размер маркера цели, МОА — 4
Температурный диапазон применения — от -45 до +70°С